# Giorgi Dżanelidze
Giorgi Dżanelidze (ur. 25 września 1989 w Tbilisi) – gruziński piłkarz występujący na pozycji pomocnika w gruzińskim klubie Szukura Kobuleti, reprezentant Gruzji.

## Kariera klubowa
Dżanelidze od początku profesjonalnej kariery związany jest, z krótką przerwą na pobyt w rosyjskim Nieftiechimiku Niżniekamsk, z klubem WIT Georgia Tbilisi. W 2014 przeszedł do Dinama Tbilisi.

## Kariera reprezentacyjna
W reprezentacji Gruzji zadebiutował 11 listopada 2011 roku w towarzyskim meczu przeciwko Mołdawii. Na boisku pojawił się w 86 minucie meczu.
| Mecze i gole w reprezentacji | Mecze i gole w reprezentacji | Mecze i gole w reprezentacji | Mecze i gole w reprezentacji | Mecze i gole w reprezentacji | Mecze i gole w reprezentacji | Mecze i gole w reprezentacji |
| #                            | Data                         | Stadion                      | Rywal                        | Wynik                        | Gol                          | Rozgrywki                    |
| 2011                         | 2011                         | 2011                         | 2011                         | 2011                         | 2011                         | 2011                         |
| ---------------------------- | ---------------------------- | ---------------------------- | ---------------------------- | ---------------------------- | ---------------------------- | ---------------------------- |
| 1.                           | 11.11.2011                   | Tbilisi, Gruzja              | Mołdawia                     | 2:0                          | 0                            | towarzyski                   |

## Sukcesy
WIT Georgia
- Mistrzostwo Gruzji: 2009
- Puchar Gruzji: 2010
- Superpuchar Gruzji: 2009